# 咽反射
咽部反射，嘔吐反射或喉痙攣，是喉嚨後部的反射性收縮，在觸及口腔頂部，舌頭後部，扁桃體周圍區域，懸雍垂和喉嚨後面會觸發此反射。它與其他呼吸消化反射（如反射性咽部吞嚥）一起，避免在非正常吞嚥情形下，口腔內有異物進入喉嚨的情形，也可以防止異物堵塞呼吸道而窒息。